# Saint-André-de-Bâgé
Saint-André-de-Bâgé település Franciaországban, Ain megyében. Lakosainak száma 819 fő (2022. január 1.). Saint-André-de-Bâgé Bâgé-le-Châtel, Crottet, Replonges, Saint-Jean-sur-Veyle és Bâgé-Dommartin községekkel határos.

## Népesség
A település népessége az elmúlt években az alábbi módon változott:
| Lakosok száma | 163  | 391  | 437  | 547  | 700  | 748  | 751  | 779  | 792  | 819  |
|               | 1968 | 1982 | 1990 | 2006 | 2013 | 2015 | 2017 | 2019 | 2020 | 2022 |